# Marble (大塚愛のアルバム)
『marble』（マーブル）は、大塚愛の3枚目のミニ・アルバム。2023年9月9日にavex traxより発売された。

## 概要
大塚愛のデビュー20周年を記念した作品で、デビュー20周年記念日となる9月10日の前日発売となった。彼女にとって各曲が異なるアーティストによってプロデュースされた初のオリジナル・ミニ・アルバムでもある。
CD+DVD、CD+Blu-ray、CDのみの3形態で発売された。
アルバムタイトルを思いついた経緯について、大塚愛はレコーディングの終盤にスタッフを集め、タイトルをどのように決めるかをみんなで考え始めたと述べている。みんなで考えている最中、次の日の朝にふと「マーブル」という言葉が頭に浮かび、それがピタリとはまったと感じたという。彼女は「自分が絵をやっているというのも大きくて、「どうしようかな、この先」みたいなことを考えながら、異なる色を混ぜていたときに、ポンと「あ、マーブルだ！」と思いついて、妙に納得したんです」とコメントした。

## 収録曲
| #         | タイトル                         | 作詞      | 作曲       | 編曲                      | 時間  |
| --------- | -------------------------------- | --------- | ---------- | ------------------------- | ----- |
| 1.        | 「マイナーなキス」(川谷絵音より) | 川谷絵音  | 川谷絵音   | 川谷絵音                  | 3:05  |
| 2.        | 「vanity」(大沢伸一より)         | aio       | 大沢伸一   | 大沢伸一                  | 3:22  |
| 3.        | 「マゼンタ」(ミトより)           | ミト      | ミト       | ミト                      | 4:30  |
| 4.        | 「グッバイ蕎麦」(中村正人より)   | aio       | 中村正人   | 中村正人                  | 3:03  |
| 5.        | 「FREEKY」(蔦谷好位置より)       | aio       | 蔦谷好位置 | 蔦谷好位置 Osamu Fukuzawa | 3:39  |
| 6.        | 「東京スパイラル」(水野良樹より) | aio       | 水野良樹   | 横山裕章                  | 4:50  |
| 7.        | 「I was a girl」(長屋晴子より)   | 長屋晴子  | 長屋晴子   | Naoki Itai                | 4:21  |
| 合計時間: | 合計時間:                        | 合計時間: | 合計時間:  | 合計時間:                 | 26:50 |

| #         | タイトル               | 作詞  | 作曲・編曲 | 時間 |
| --------- | ---------------------- | ----- | ---------- | ---- |
| 1.        | 「ロケットスニーカー」 |       |            | 4:21 |
| 2.        | 「ユメクイ」           |       |            | 5:08 |
| 3.        | 「なんだっけ」         |       |            | 3:49 |
| 4.        | 「プラネタリウム」     |       |            | 6:01 |
| 5.        | 「deux」               |       |            | 5:46 |
| 6.        | 「金魚花火」           |       |            | 6:42 |
| 7.        | 「クムリウタ」         |       |            | 6:02 |
| 8.        | 「Always Together」    |       |            | 4:23 |
| 9.        | 「ふたたび」           |       |            | 4:56 |
| 10.       | 「maybe I love you」   |       |            | 4:50 |
| 11.       | 「愛」                 |       |            | 9:45 |
| 合計時間: | 合計時間:              | 61:43 |            |      |

## タイアップ
| 楽曲                     | タイアップ                                           |
| ------------------------ | ---------------------------------------------------- |
| vanity（大沢伸一より）   | TX系ドラマ『湯遊ワンダーランド』オープニング・テーマ |
| FREEKY（蔦谷好位置より） | 『DHC薬用リップシリーズ』WebCMソング                 |